# Piabuna
Piabuna is een geslacht van spinnen uit de familie Phrurolithidae.

## Soorten
- Piabuna brevispina Chamberlin & Ivie, 1935
- Piabuna longispina Chamberlin & Ivie, 1935
- Piabuna nanna Chamberlin & Ivie, 1933
- Piabuna pallida Chamberlin & Ivie, 1935
- Piabuna reclusa Gertsch & Davis, 1940
- Piabuna xerophila Chamberlin & Ivie, 1935